# ドラゴンクエスト (アニメ)
『ドラゴンクエスト』は、フジテレビ系列（テレビ長崎・テレビ大分・テレビ宮崎および鹿児島テレビを除く）で放映されたテレビアニメ。全43話（32話+11話）が放送された。なお、DVDのリリース時には「勇者アベル伝説」というテレビ放映時にはなかった副題がつき、アニマックスなどで放映される際にもこのように案内されている。

## 概要
エニックスの人気RPG『ドラゴンクエストシリーズ』をもとにした、オリジナルストーリーのアニメ。同シリーズは『ドラゴンクエストIII そして伝説へ…』（1988年発売）が日本において社会現象となるほどの大ヒットとなり、それ以来、ドラゴンクエストは書籍や漫画など、さまざまなメディアへと進出していった。このアニメ作品もその一環といえる。もともと漫画やアニメがテレビゲーム化されることは多かったが、逆にテレビゲームがアニメ化されるのは当時としては珍しいケースだった。また当時、『ドラゴンクエストIV 導かれし者たち』の発売を控えており、そのプロモーションとしての意味合いも大いに含む企画だった。北米では1989年に海外版『Dragon Warrior』1作目の発売も決定していた。
キャラクター原案は原作ドラゴンクエストシリーズと同じ鳥山明で、主要キャラクターのデザインイラストを描きおろした。
エンディングで「マンガ連載 週刊少年ジャンプ（集英社）」とクレジットされているが、本作の内容自体の漫画化・連載はいずれもされてはいない（1989年から1990年頃に週刊少年ジャンプの「ファミコン怪盗芸魔団」コーナーで定期的に特集は組まれていた）。また同誌で連載されていた『DRAGON QUEST -ダイの大冒険-』とのストーリー上の関連性はない。
本作は全43話から構成されるが、途中で一旦放送が打ち切られており、打ち切りより前の32話が「第一部」、放送再開後の11話が「第二部」と呼ばれている。
アニメ終了から15年以上が過ぎた2006年10月10日、本作の全話を収録したDVD『DVD-BOX ドラゴンクエスト 勇者アベル伝説』が発売された（発売元：スーパー・ビジョン、販売元：イーネット・フロンティア）。

### 特徴
ドラゴンクエストシリーズの世界・舞台設定が再現されており、テレビゲーム版ドラゴンクエストの第1作目から第4作目までに登場したモンスターやアイテム、呪文などが本作品中に登場した。また、エスターク、アリアハンなどといった、ゲームに登場した地名やキャラクター名がこのアニメ作品で地名として登場したり、人物名として登場したこともあった（バハラタなど）。BGMもゲームのものがアレンジのうえ一部使用されていた。
第一部では、話数をレベル(Level)で表したり、テレビゲーム版の「つよさ」ウィンドウのようなキャラクターのステータス画面が各話終了時に表示されるなど（ステータス画面表示は31話まで）、テレビゲーム版の『ドラゴンクエスト』を意識した演出が取り入れられていた。モンスターが宝石をもとに生み出されるという発想も、ゲーム内で戦闘後にゴールド（貨幣）を手に入れることができる点を説明するために考案されたものである。
アベルやティアラなど主要キャラクターの衣装は、中世 - 近世ヨーロッパ色が強いゲーム版ドラゴンクエストとは違い、ラテンアメリカの民族衣装がモチーフとなっているのが特徴。

#### ファンサービス的なエピソード
- 放送当時に発売された『ドラゴンクエストIV』に登場する人物と同じ姿と名前を持つキャラクターとして、「マーニャ」と「ミネア」が本作に登場した。
- 『ドラゴンクエストIV 公式ガイドブック 下巻』に掲載された「光のドレス」着用の「アリーナ」のデザインが、双子の神官「ハンナ」と「カンナ」として使用された。
- 『ドラゴンクエストIV』の「アリーナ」「クリフト」「トルネコ」を模したキャラクターも少しだけ登場している。

#### 呪文におけるゲームとの違い
- 冷気を利用した攻撃呪文「ヒャド」が、「食らった敵は全身が凍結して粉砕される」という、後述の「ザキ」と同様に一撃必殺の死の呪文に近い効果となっている（吹雪の剣で切られた相手も切られた箇所から最終的に全身が凍結するという描写で倒される場合があった）。また、応用して氷を出せるという戦闘以外の使い方もされている。
- 風呪文「バギ」が閃光弾になっている。
- 即死呪文「ザキ」が火であり、炎の息などを防ぐ防御呪文フバーハで無効化することができる。
- 呪文封じの「マホトーン」が従来の呪文を封じる効果以外にも発動している呪文を打ち消すこともでき、作中ではバラモスが発動した「ザラキ」を打ち消している。その直後「ザラキ」を掛けなおしていることから封じ込めたわけではない。
- 勇者にしか使えない[注 5]最強攻撃呪文「ギガデイン」を、魔法使いであるヤナックやムーアが使っている。
- 爆発呪文イオラが小さい雲を呼びだし、雷を利用したエネルギー弾となっている。この描写は一回のみ。
- 術者のレベルによっては呪文の発動に溜めや詠唱が必要で、ジキドが「メラゾーマ」を使う際は時間がかかった。一方で、ヤナックがハーゴンとの戦いで使ったときは詠唱も溜めもなしで即座に放っている。また呪文の威力にも差異があり、「メラゾーマ」を「ベギラゴン」、「ギガデイン」を「イオラ」で防いでいる（後者は結果的にアベルの危機を救った形となり、ヤナック自身も吹き飛ばされたが無傷だった）。
- 「死亡したキャラクターは二度と生き返らない」という設定になっており、蘇生呪文「ザオラル」「ザオリク」が存在せず、また教会での蘇生も行なわれない。アベルが戦線離脱した際は瀕死という扱いになっており、世界樹の葉ではなく難病に効くパデキアの葉で蘇生させていた。

### 音楽
本放送ではすぎやまこういちが作曲したゲームの曲やそれらをアレンジした曲はもちろんの事、ミッキー吉野・KAZZ TOYAMA（外山和彦）が新たに作曲したオリジナル曲など様々な曲が使用された（外山の音楽は19話から）。
サウンドトラックCDは『TVアニメサウンドトラック ドラゴンクエスト 組曲ドラゴン伝説』が1990年5月21日にアポロンより発売され、番組で使用された多数の曲のほか、ティアラ役の勝生真沙子が歌う挿入歌や、徳永英明が歌う「夢を信じて」も収録されている。また、本放送から16年経った2007年4月20日には第二部のオープニング曲とエンディング曲などを追加収録した復刻版がイーエス・エンターテインメントから限定発売された。なお、サウンドトラックCDはほぼ全てミッキー吉野が作曲したオリジナル曲のみが収録され、すぎやまこういちが作曲したゲーム曲やアレンジ曲はゲーム制作・発売元のエニックスとの著作権の関係や諸般の事情から一切収録されておらず、本番組第一部のオープニング曲であった「イントロダクション」もドラゴンクエストのオープニングバージョンから別のバージョンに差し替えられている。またKAZZ TOYAMA作曲のオリジナル曲や、第二部で新たに作曲されて使用された一部の曲も収録されていない。

### 打ち切りと再開
本作は第32話で一旦放送終了になっている。第32話の後半ではお婆さんがその後のストーリーをアベル似の少年とティアラ似の少女に聞かせるシーンが見られた。明言されてはいないが老婆はのちのティアラであることが示唆されており、このとき語られたストーリーは、「主人公アベルたち仲間はティアラを除いて全員死亡する」という展開であった。
その約半年後、関東地区において別の時間枠で第二部が放映された。しかし、アベルの仲間のうちヤナックとデイジィが死なず、死んだはずのモコモコが最後に復活するなど（死んだと思われたが、実際には気絶していただけだった）、打ち切り前の最終話で紹介されたストーリーとは若干異なる箇所があった。放送再開に関しては、主人公アベル役の古谷徹が「海外（日本国外）での宣伝のために完結させる必要があった」と発言している。視聴率自体は10%前後で十分取れていたと脚本家が後年惜しんでいたが、当時のアニメは平均15%ほどの作品も多く、フジテレビ制作アニメのローカル枠への移動はよく見られる光景であった。
第二部はローカルセールス扱いのため、フジテレビ以外の第一部をネットしていた局は、基幹局を含めて全て本放送終了後の放送となった。それらの局においては冬休み、夏休みなどに集中して放映された地域もある。
岩手めんこいテレビは本放送終了直前に開局したため、第一部・第二部ともに放送されなかった。また、鹿児島テレビはクロスネットによる編成上の都合により第一部・第二部含め本放送時には放送されず、後年になってから放送された。

### 本放送とVHS版・再放送・DVD版との違い
1991年に発売されたVHS版「勇者伝説」全6巻は編集バージョンで、大幅に場面カットされている。また同年に発売されたVHS版「勇者ファイル」全2巻は名シーンのみを集めた総集編である。全話収録されているコンプリートDVD-BOXは合計時間1095分・本編966分＋特典映像129分（※特典ディスク映像については後述する）に対して、VHS版「勇者伝説」は全6巻合計時間が約600分しか収録されていない。
1996年以降に再放送を行った局（チャンネルNECO・テレビ大阪・テレビ静岡など）では、第32話が第一部最終回と第二部第一回（本放送の第32話・第33話）を編集した話になっている。これにより全43話から全42話に減っている。当初、DVD版でも全42話と告知されていたが、ファンの要望により、本放送時の第一部最終回と第二部第一回が特典ディスクとして収録されることになった。また、本放送では第一部途中からアイキャッチが挿入されるようになったが、DVD版では第一部、第二部ともにアイキャッチは削除されている。
また、第一部では全話、サブタイトルが「Level（レベル）1」「Level（レベル）2」などであった。第一部の本編中は「Level（レベル）○」のみで明確なサブタイトルの記載はないが、本放送時に新聞のテレビ欄にはサブタイトルが記載されていた。DVD-BOX化の際に付けられたサブタイトルとは異なるが、DVD-BOX発売の際に明確なサブタイトルが付けられた。サブタイトルはDVD-BOXの各巻パッケージの裏面、DVD単巻の各巻パッケージの裏面、公式配信サイト、EPGなどに記載されている。
これ以外にも、エンディングテロップの「制作：フジテレビ・NAS」の部分が「制作：NAS」に変更されている。
2016年6月30日からのアニマックスの再放送では「リマスター版」との表記で、「制作：フジテレビ・NAS」とクレジットされている。
2009年8月10日より千葉テレビで再放送を開始したが、同9月21日、放送権利の問題で急遽放映できなくなった。

## イントロダクション
汚染された水「死せる水」の底に沈んだ古の都エスターク。ある日、かつて世界征服を企んでいたエスタークの民の怨念により、邪悪なる存在・大魔王バラモスが生み出された。
赤き月、竜の日。アリアハンの村に住む幼なじみの少年アベルと少女ティアラは、同時に15歳の誕生日を迎えた。2人はひょんなことから、アリアハンの近くにある「竜神湖」の湖底で竜伝説にまつわる石版を発見する。ところがその直後、伝説の竜を甦らせようと企む大魔王バラモスによりティアラがさらわれた。
アリアハンのパブロ神父によってティアラと自分の秘密を知らされたアベルは、モコモコとともにアリアハン国王に謁見し、ティアラを助けバラモスを倒すために旅立つ。

## 登場人物

### 主要人物
アベル［青き珠の勇者］
声 - 古谷徹、佐藤智恵（少年時代）
本作の主人公。青き珠を守る神々の血筋グロウ族の末裔で、オルテガの息子。15歳。アリアハンの村の漁師であった。アリアハンの龍神湖に突如現れた浮遊要塞ガイムの中で、バラモスと対峙するが、なすすべもなく倒された。さらわれたティアラを救うため、バラモス打倒の旅に出る。剣術の経験は無いが、村の格闘大会でモコモコを破り優勝した実績がある。旅の途中、剣術の未熟差を痛感し、デイジィに教えを請う。呪文は使えなかったが、アイテムの魔法の力を工夫して使うことで代用していた。最初は力不足であり、戦力差がある戦いでも無謀に突撃するなどしていたが、戦いを重ねるに連れて徐々に力を付け、大勇者へと成長する。
ティアラ［赤き珠の聖女］
声 - 勝生真沙子
赤き珠を操るボーン族の末裔の少女。15歳。発明と歌が好きで、発明品「風の翼（ハンググライダー）」を何度か作ってきた。アベルとは幼馴染であり、お互いに好意を持っている。戦闘力はなく、バラモスによって拉致されるが脱出に成功。赤き珠の神殿の戦いでアベルのもとに駆けつけ、やがて伝説の竜を甦らせる。
モコモコ［力持ち］
声 - 桜井敏治
アリアハンに暮らす若者。16歳。大食い、怪力の持ち主で、5人兄弟の長男。祖父の借金の肩代わりであるしゃれこうべの兜を身につけ武器に棍棒（後に大金鎚）を振るう。ティアラに好意を持ち、アベルをライバル視している（アベルに同行して旅に出たのもそのため）。得意技は会心の一撃。口癖は「モコッチ！」。時にドジを踏んでパーティをピンチに陥れることもあるが、最終決戦で大金鎚を投げつけてバラモスが竜の血を飲むのを直前で阻止する。直後にバラモスの攻撃により死んだと思われたが、実際には気絶していただけで、最後に復活している。最終装備は大金槌。
ヤナック［魔法使い］
声 - キートン山田
ターバンを身にまとった女好きな魔法使いで、赤き珠と青き珠の勇者を守る一族のひとり。34歳。レーベ村へ向かう途中のアベル、モコモコと出会い、彼が勇者だと知って同行する。デイジィに好意を寄せていたようであった。普段はチャラけた性格だが、洞察力に優れ、宝石モンスター以外とは戦わない優しさも持つ。宙に浮く魔法の笊に座って移動する。アベルたちのパーティでは唯一の魔法使いで、パーティに加わった当初から、ギラ、メラからベギラゴン、バギクロスなどの攻撃魔法やベホイミ、ベホマといった回復呪文まで使うことができた。度々、MP切れで疲労困憊になる。一度アベルのもとを離れ、師ザナックのもとで修行を積む。その後、上位呪文を連続して使用出来る程、成長した。最終装備は賢者の杖。
デイジィ［女剣士］
声 - 三田ゆう子
竜の角を模したようなヘルメットを纏った、剣術に長けた勝気な女性。17歳。金稼ぎ目的で剣術を使っており、アベルたちが行く先々で宝石モンスターに遭遇することから宝石目当てに同行していたが、アベルがティアラを助けるために戦っていると知って仲間になる。アベルに剣の修行をさせたり、よくモコモコをからかっている。ヤナックからは出会った当初から好意を持たれている。金稼ぎの目的は、人買いに買われた弟のトビーと妹のルナを連れ戻すためであった。途中からアベルに好意を持つようになり、アベルが瀕死の重傷を負った時も身を呈して守り続けた。ゴールドという名前の乗騎を連れている。ネズミとゲジゲジが苦手。最終装備は、はやぶさの剣。
ドドンガ
声 - 郷里大輔
バラモスの宝石モンスターであるが、ティアラの世話役をしているうちに、彼女に好意を持ち脱出の際について行く。一度、バラモスに操られてアベルたちに襲い掛かるが、赤き珠の力で土着モンスターと同じ体質（清浄な水に触れられる）になる。最期はジキドの放ったベギラゴンからティアラをかばって死亡（最後までティアラはドドンガを助けようとし、モコモコは「お前はモンスターのくせに立派な勇者だった」とその勇敢な行動を讃えた）。宝石モンスターたちに顔が広い。
チチ、カカ
声 - 青羽美代子、嶋方淳子
ティアラのペットであるスライムの夫婦。オスの青いスライムであるチチは主にアベルと、メスのピンクのスライムであるカカは主にティアラと行動を共にする。うがいをしているかのような言語で話すことができる。最終決戦時に7匹の子供が生まれ、家族で合体してバラモスに立ち向かう。

### その他の人物
バハラタ
声 - 鈴置洋孝
ドランの都でアベルたちと出会った海賊。悪徳商人しか獲物にしない義賊。亡霊の島探索やレイアムランドへの渡航に船を提供し、共に戦う。
ザナック
声 - 大竹宏（第一部）、龍田直樹（第二部）
ヤナックの師匠。勇者を守る一族の長老で、善のエスターク人。ヤナックを修業させた後、最後は自己犠牲の呪文「メガンテ」でバラモスの死の呪文からアベルを救い、息を引き取る。
オルテガ
声 - 掛川裕彦→内海賢二
アベルが幼い頃に行方不明となっていたアベルの父。肩に熊の爪によってつけられた傷跡がある。呪いの兜によってジキドに操られている。闘技場での呪いの兜をかぶせられた戦士同士の戦いで勝利し、最も強力な呪いの兜とドラゴンライダーの一隊を与えられ刺客としてアベルと戦い手斧、長剣を駆使して苦戦させるが、最終的にアベルの攻撃によって呪いの兜が破壊され正気に戻った。しかしその直後にジキドの強襲に合い、捨て身の攻撃でジキドの右腕を切り落とす大ダメージを与え、アベルに聖剣の在処を伝え絶命する。
トビー
声 - 堀川亮
デイジィの弟。妹のルナと一緒に人買いによって買われ、その後の様々な出来事を体験したことによって人間を信じられなくなり、ジキドの手下となる。「アドニス」という偽名（同行を申し出る際に近くに咲いていたアドニスから思い付いた）を使い、アリアハン国王の使者を詐称して聖杯を探すティアラたちに同行した。最期はデイジィをジキドからかばい、死亡。当初の回想では黒髪だったが、鳥山明が描き下ろした青年時のイラストが銀髪だったため、登場以降は子供時代の回想シーンで徐々に髪の色が抜けていった。また一緒にいた妹のルナがいなくなった理由も、回想で明かされている。
ミネア
声 - 江森浩子（老年の姿）、長畑由美（若い姿）
闇のバザールでアベル一行と会った老女。渇きの壷を探していた一行を、壷があるドムドーラに案内する。本来は若い女性で、悪魔の騎士の呪いによって老婆の姿にされていたが、アベルたちが悪魔の騎士を倒すことで呪いが解ける。老婆の時にヤナックやモコモコからぞんざいな扱いを受ける中、優しくしてくれたアベルに好意を持つが、今後の旅を案じ身を引いた。デイジィだけがそれを察する。
マーニャ
声 - 吉田奈穂
アベルたちがドムドーラで出会う女性。ミネアの姉。ドムドーラの町が悪魔の騎士に占領されて廃墟となった時、呪いで眠らされた。

### バラモスとその手下たち
大魔王バラモス
声 - 渡部猛
エスタークの民の邪悪な怨念「ゾーマ」によって生み出された究極の魔王。伝説の竜の血を飲み、不老不死になろうと企む。そのために浮遊要塞ガイムを駆り、ティアラをさらう。後にゾーマを体内に取り込み「超魔王バラモス」にパワーアップ。清浄な水に弱い。ゲーム『ドラゴンクエストIII』の同名キャラクターとは姿は全く異なる。悪魔神官たちを危険から遠ざけようとしたり、金の鍵を奪うのに失敗したムーアやアベルたちを殺し損ねた挙句、死せる水製造装置を破壊されたジキドの失敗を必要以上に咎めない、不満を抱いているジキドがルドルフの威に圧されて助けを求めると助けるなど、部下に対しては寛大な面もある。ただしゾーマを抑えるのに失敗したジャークを処刑したり失敗が重なった挙句に独断専行をし、さらに裏切ったジキドには容赦がなく、最終決戦においてムーアを盾代わりにして見殺しにするといった非情さも見せた。
アリアハンの最終決戦では復活した竜を捕らえてその血を飲もうとしたが、モコモコによって阻止され、竜の力を得て大勇者となったアベルに倒される。最後は自分の体内から引きずり出した黒い宝石の力で全てを吸い込みアベルたちを道連れにしようとするが、それも失敗し「人間が水を汚すとき、必ず蘇る」と言い残してゾーマと共に消滅した。
ムーア
声 - 柴田秀勝
バラモスの側近で、電撃呪文「ギガデイン」を含むさまざまな呪文を使いこなす魔道士。浮遊要塞ガイムの艦長も兼ねている。「ムヒョヒョヒョ」という独特の笑い声が特徴。死せる水で満たされた球状の物体の内部に入っている。ヤナックとは二度に渡って魔法対決を行っている。物語の最初から最後までバラモスのために働き、竜の血を手に入れるべく奔走。自分も竜の血を飲みたいという下心はあったとはいえ、健気といえるほど忠誠を尽くしていた。しかしバラモスが竜と戦った際、盾代わりにされて竜の炎に焼かれ命を落とす。ヤナックはその最期を「悪の秩序なんてこんなもんさ」と評した。
ジキド将軍
声 - 森功至
7大将軍のリーダー。バラモスの手下であり、もとは親衛隊員の一人。親衛隊長ジャーク将軍の部下であったがジャークがゾーマを鎮められずバラモスに粛清された際、上官の偽証を告発する気概を示したため、親衛隊長の位を示す太刀と将軍の地位を与えられ親衛隊長となる。将軍になる以前から親衛隊のシルバーデビル、ギガンテス、また上級モンスターのシーザーオライオンらを手懐けて部下としており、彼らの実行する作戦に協力してアベルたちと幾度となく戦い、彼を苦境に追いやった。
実はエスタークの民の末裔であり、剣の達人にして「ベギラゴン」、「イオナズン」などの高位の呪文を使用、空も飛ぶなど非常に強大な力の持ち主である。しかし太古のエスターク人と比べると劣るようで、ルドルフ将軍と対した際には怯えを見せてバラモスに助けを求める視線を飛ばした。「死せる水なしでは生きられない」という体質は、他のエスターク人と変わらない。この体質に加え、自身の能力を過小評価するバラモスに不満を募らせていった彼は物語後半でバラモスを裏切り、自ら聖剣と聖杯を奪い不老不死になろうと企む。しかし、強くなったアベルたちに追い詰められ、アベルの捨て身の攻撃とデイジィの一太刀で倒される。その後も執念で立ち上がり、竜の血を望むもバラモスに粛清される。
ジャーク将軍
声 - 西村知道
7大将軍のひとり。ジキドの前のエスタークの親衛隊長。背が低く太っている。ゾーマを鎮められず、探索を妨害されたバラモスに嘘をついて誤魔化そうとするがジキドに暴露され、結果バラモスの怒りを買い「ザキ」の呪文で粛清される。
ルドルフ将軍
声 - 青野武（第一部）、岸野幸正（第二部）
古代エスターク人最強の戦士。数千年前に、ネザーの勇者ガブリエルによって喉に吹雪の剣を突き立てられて、氷漬けにされていた。アベルが吹雪の剣を彼から引き抜いたことで復活。爪状武器による凄まじい攻撃力と「ザキ」、「メラゾーマ」という高位の呪文を使用してアベルを苦しめたが、弱点である喉をアベルに突かれ再び氷漬けにされる。後に、バラモスによって氷から出され、ルドルフはその恩に報いて氷の大陸を制圧した。その後、バラモスの力量を測るために戦いを挑んだが、バラモスの圧倒的な力の前に敢え無く敗北。バラモスに忠誠を誓ったルドルフは、バラモスによってパワーアップさせてもらったが、青き玉の神殿でアベル、デイジィ、ヤナックの前に敗れ去る。
マギャン将軍
声 - 田中亮一
7大将軍のひとり。北部地方を統括するとされたエスターク人の将軍。ヘジョ地方を統治しているという説明もある。新築の城にバラモスを招くが、ジャークがゾーマを鎮められなかったために降り出した酸の雨でダメージを受ける。このことがバラモスがジャークの醜態を知る間接的な原因となった。

### 宝石モンスター
バラモスによってエスターク人が欲望のままに集めた宝石から作られた各種の魔法生物（擬似生命体）。倒されると元の宝石に戻る。下級のモンスターは一個の、強力なモンスターは複数の宝石から作られる。
ガーゴイル
鳥のようなくちばしに、角や翼の生えた人型モンスター。赤い宝石から作られる。
アークデーモン
牛の怪物のような悪魔。
シルバーデビル、ギガンテス、ライノソルジャー
ジキド直属の部下である親衛隊。
シーザーオライオン
声 - 小村哲生
手が何本も生えたライオンのモンスター。ジキドの同志。ドラン王に化けて国民を苦しめている（変身能力は不完全で、マスクを被っている）。ギラと鋭いツメと、俊敏な動きでアベルたちを翻弄したが、弱点の尻尾を切られて倒された。人間を動物に変身させる魔法も使う。
ハーゴン
声 - 真地勇志（第一部）、永井一郎（第二部）
将軍。フレア族（原作ゲームの「炎の戦士」に似たデザインの民族）の住むレイアムランドを侵略しようとする。溶岩を操ることができる。真の姿は『ドラゴンクエストII』のシドーに酷似。
デスゲーター
将軍。『ドラゴンクエストIII』のバラモスに似た姿。トフレ大陸侵略をバラモスから命じられる。第二部冒頭でドランを侵略した。第一部と第二部が統合されたことにより、この話は特典版でのみ視聴できるものとなっている。
大魔道
声 - 里内信夫
将軍。テイル大陸侵略をバラモスから命じられる。その外見は『ドラゴンクエストIII』のゾーマに酷似。

## アイテム

### 武器・防具
※括弧内の名前は、作中で当該武器・防具を装備していた者。
鋼鉄の剣
（アベル→デイジィ）
伝説の都モーラで授かる。吹雪の剣を手に入れたアベルからデイジィに譲渡されたが、亡霊の島でのジキド戦で破壊された。
吹雪の剣
（アベル）
勇者ガブリエルがルドルフ将軍との戦いで使用した剣。敵を瞬時に凍らせる力を持つ。水竜を封じる際に壊れた。
稲妻の剣
（アベル）
ザナックより渡された剣。敵を攻撃すると同時に剣から稲妻が迸る。最終決戦まで使用。ゲーム『ドラゴンクエストII』の同名の剣と異なり、シンプルなデザインの長剣。
石の棍棒
（モコモコ）
モコモコの祖父の形見。闇のバザールでメタルスライムに壊された。
大金槌
（モコモコ）
闇のバザールでメタルスライムを追っている最中に手に取り、購入。最後まで使用。
雷の杖
（ヤナック）
闇のバザールで魔力を感じて購入。賢者の杖を受け継いだ後、ザナックの墓標になった。
賢者の杖
（ヤナック）
ザナックから受け継いだ杖。最後まで使用。
銅の剣
（デイジィ）
剣を失っていた時期のデイジィが使用。薄く脆い粗悪品のため、1本10ゴールドまで値切り大量購入して消耗品として使用。
隼の剣
（デイジィ）
闇のバザールで先に購入した剣士と賭けをして譲り受ける。最後まで使用。
ガイアの剣
（ティアラ）
火山を噴火させる力を持っている。ゲーム『ドラゴンクエストIII』の同名の剣と違って短剣の形。
聖なる衣
（アベル、ティアラ）
継承者の証である肩掛け。
勇者の服
（アベル）
ザナックから授かった。敵の炎や呪文を防ぐ力を持っている。
青き珠の冠
（アベル）
青き珠が埋め込まれている冠。
骨の兜
（モコモコ）
モコモコの祖父の形見。
大勇者の剣・鎧・盾・兜
（アベル）
赤き珠、青き珠の力により竜の力を得たアベルが最終決戦時に身に纏っていた武具。剣と盾は小手にモーフィング収納されており、剣には伸縮機能、盾には変形・飛行機能がある。兜にはバリア機能があり、握り潰されそうになっても自衛できる。また珠の力でドラゴンに変身するとブラックホールからも脱出できる。装着前は実力でバラモスに大きく劣ったアベルも、使いこなす資質はあったとはいえ装備のおかげで勝てたと言っても過言ではなく、バラモスは終始実力で上回りながら大勇者装備の性能に勝てなかった。当時のVHSや書籍では「スーパーアベル」と煽られていた。

### 道具
赤き珠
ティアラがペンダントとして身に着けている珠玉。伝説の竜をよみがえらせるための物。
青き珠
アベルが装備している冠に付いている珠玉。伝説の竜を封印するための物。
竜の天秤
伝説の竜の場所を指し示す天秤。赤き珠、青き珠を乗せて使用する。
聖剣
伝説の竜を蘇らせるために必要な剣。竜に傷を付けられる唯一の品。
聖杯
伝説の竜を蘇らせるために必要な杯。竜の血はこれ以外の器で受けるとすぐ腐ってしまう。
竜伝説の地図
レーベの村の井戸に隠されていた地図。
ブレスストーン
マイラの灯台の光源。火の民の神殿に眠る。
天使の翼
行きたい場所へすぐに行くことができる。
金の鍵
ナジミの塔にいた黄金の鷲の足に括りつけられていた鍵。いくつかの宝箱や扉を開けるために必要。
船乗りの骨
ナジミの塔の隠された宝箱の中にあった。持っていれば、亡霊の島へ行くことができる。
ラーの鏡
真実の姿を映す鏡。竜伝説にまつわる古代文字が刻まれている。
渇きの壷
湖の水をすべて飲み込む力を秘めた壷。湖底にあるストークの神殿に入るために必須。衝撃を加えると飲み込んだ水が逆に噴き出すことがある。
パデキアの葉
呪文での治療が不可能な瀕死の傷ですら治癒できる薬草。ゲーム『ドラゴンクエストIV 導かれし者たち』に登場するパデキアは根菜のような薬草だが、本作では木の葉である。
真理の世界球
現在の世界の様子を、地球儀のような形で映し出す装置。ザナックが所有。
勇者の地図、聖女の地図
アベル、ティアラがお互いの居場所を確かめることができる地図。
オーブ
不死鳥ラーミアを蘇らせるための4つの宝玉。レッドオーブ、ブルーオーブ、グリーンオーブ、イエローオーブが存在する。すべて集めてレイアムランドの祭壇に捧げることによりラーミアが蘇る。

## 呪文
本作には、ドラゴンクエストシリーズのゲーム作品で登場した呪文（魔法）が多数登場している。ゲーム作品に登場している呪文についてはドラゴンクエストシリーズの呪文体系を参照。ただし、移動の呪文「ルーラ」が魔力不足の場合一回の発動で目的地まで届かない、「フバーハ」で「ザラキ」を防ぐことが可能、ヒャダインが氷の嵐などゲーム設定とは異なった独自の演出も散見される。
また、本作オリジナルの呪文も数種類登場した。以下は本作のオリジナル呪文である。
レロハ
マヌーサの効力を無効化する。
ヒリカ
光を放つことにより、辺りを明るくする。レミーラと似ている。
セナハ
相手が話そうとしないことでも強制的に喋らせる。
アポート
自分から遠く離れた場所にある物体を、自分のところへ瞬間移動させる。
ジュエルボーン
宝石からモンスターを生み出す。大魔王バラモスが使う呪文。関連の術として宝石モンスターを探知したり凶暴化させる術が存在する。

## 地名

### 町・村
アリアハンの村
アベルやモコモコ、ティアラが暮らす村。
アリアハン城
アリアハン国王のいる城。遠く離れた場所へ移動できる旅の泉がある。
レーベ
龍伝説の前半の地図がある。
マイラ
港町。住む場所を失ったならず物たちの溜まり場となっている。
ルプガナ
トフレ大陸の港町。
ルイーダ
ボーン族の村。
モーラ
聖なる山シオンの地下に眠る聖域の都。龍の翼がある。
ヴェルギン
港町。小船を改造して水上に浮かぶ店がある。
ネザー
氷の大地グリンラッドにある町。大聖堂には、ルドルフ将軍と「吹雪の剣」が眠っている。
妖精の村
グリンラッドの天使の岬にある村。龍伝説についての文献がある。
ドラン
テイル大陸にある都。国王ピエールの住む城がある。町にはカジノもある。
闇のバザール
ドランの東の大陸で開かれているバザー。
ドムドーラ
砂漠の地下に埋もれた廃墟の町。悪魔の騎士が守っている「渇きの壷」がある。
コナンベリー
中央大陸南東にある港町。
メルキド
ゾイック大陸にある都。聖杯がある。
エスターク
死せる水に覆われた古代都市。大魔王バラモスの城がある。
リムルダール
当初アベルたちとティアラたちの合流地点にしていたが訪れることはなかった。

### 神殿・ダンジョン他
火の民の神殿
「ブレスストーン」がある火山の神殿。さまざまな罠が仕掛けられている。
ナジミの塔
「金の鍵」がある塔。
海峡の門
龍伝説の碑文が安置された吊り橋の門。
地下には、龍伝説の後半の地図が入った宝箱がある。なお、地下に行くには、金の鍵が必要。
亡霊の島
「ラーの鏡」が眠る巨大な難破船。
中はダンジョン並みに広い。船乗りの骨がないと、たどり着くことも、攻略することもできない。
ストークの神殿
真実の湖の底に沈んでいる神殿。「龍の天秤」が眠る。
赤き珠の神殿
先代の赤き珠の継承者ソフィアが住む神殿。
風の山
頂上に「パデキアの木」が生えている山。突風を避けるため、洞窟を通って山頂へ行く。
ラーミアの神殿
炎の大陸レイアムランドにある神殿。
青き珠の神殿
空中に浮かぶ青き珠の島にある神殿。聖剣がある。

## スタッフ
- 原作 - エニックス、バードスタジオ、アーマープロジェクト、チュンソフト
- 原案 - 堀井雄二
- キャラクター原案 - 鳥山明
- 原作音楽 - すぎやまこういち
- 総監督 - りんたろう、山田勝久 （1話 - 12話）→ 神田武幸（13話以降）
- シリーズ構成 - 山田隆司
- アニメーションキャラクター・総作画監督 - 金沢比呂司
- 美術監督 - 金村勝義
- 撮影監督 - 森下成一
- 音楽 - ミッキー吉野 → ミッキー吉野、KAZZ TOYAMA（外山和彦）
- 音響監督 - 三間雅文
- プロデューサー - 茂垣弘道、大徳哲雄、小平正夫 → 茂垣弘道、山崎立士
- 制作協力（アニメーション制作） - スタジオコメット
- 制作 - フジテレビ、NAS

## 主題歌
第一部
エンディングテーマ
「夢を信じて」（第1話 - 第26話）
作詞 - 篠原仁志 / 作曲 - 徳永英明 / 編曲 - 瀬尾一三 / 歌 - 徳永英明
「虹の都」（第27話 - 第32話）
作詞 - 有村一番 / 作曲 - 青木秀麻呂 / 編曲 - カブキロックス & 佐藤宣彦 / 歌 - カブキロックス

第二部
オープニングテーマ「未来をめざして」
作詞 - 天野滋 / 作曲 - 松本俊明 / 編曲 - 見岳章 / 歌 - 古谷徹
エンディングテーマ「虹のBRAND NEW DAY」
作詞 - 天野滋 / 作曲 - 松本俊明 / 編曲 - 見岳章 / 歌 - 勝生真沙子

## 放送リスト
括弧内の話数はDVD・再放送版（※第一部の本放送時のサブタイトルは第1話「Lebel（レベル）1」第2話「Lebel（レベル）2」…となっており、全話明確なサブタイトルがなかったが、第二部にはサブタイトルの表記があった。ここでは、第一部の本放送時に新聞のテレビ欄に記載されていたものを表記。）。
| 話数     | 放送日         | サブタイトル                                  | 脚本     | コンテ     | 演出            | 作画監督   |
| 第一部   | 第一部         | 第一部                                        | 第一部   | 第一部     | 第一部          | 第一部     |
| -------- | -------------- | --------------------------------------------- | -------- | ---------- | --------------- | ---------- |
| 1        | 1989年 12月2日 | アリアハンの村 別離                           | 山田隆司 | 三沢伸     | 三沢伸          | 金沢比呂司 |
| 2        | 12月9日        | 謎の竜伝説を追え! よみがえる大魔王            | 山田隆司 | 真下耕一   | 藤川茂          | 金沢比呂司 |
| 3        | 12月16日       | 敵か味方か!? ナンパ魔法使いヤナック!          | 山田隆司 | 箕ノ口克己 | 箕ノ口克己      | 一川孝久   |
| 4        | 12月23日       | モンスター襲来!! 愛なき女戦士デイジィ!        | 富田祐弘 | 新林実     | 新林実          | 金沢比呂司 |
| 総集編   | 1990年 1月13日 | 勇者アベルよ!いま旅立ちの時は来た!!           | -        | -          | -               | -          |
| 5        | 1月20日        | 船を手に入れろ! 港町マイラで大騒動!!          | 岸間信明 | 坂田純一   | 三沢伸          | 一川孝久   |
| 6        | 1月27日        | 炎の地下帝国に潜入!! 竜の灯台をともせ!!       | 関島眞頼 | 片山一良   | 片山一良        | 金沢比呂司 |
| 7        | 2月3日         | 生か死か!? モンスターだらけの竜海峡!!         | 山田隆司 | 小鹿英吉   | 藤川茂          | 一川孝久   |
| 8        | 2月10日        | 魔王バラモスの弱点!? ティアラ脱出作戦!!       | 富田祐弘 | 山内重保   | 箕ノ口克己      | 金沢比呂司 |
| 9        | 2月17日        | 伝説の村ルイーダ・ティアラの秘密!?            | 岸間信明 | 小鹿英吉   | 新林実          | 逢坂浩司   |
| 10       | 2月24日        | 水上都市ベルギン! 氷冠大陸をめざせ!!          | 関島眞頼 | 三沢伸     | 三沢伸          | 金沢比呂司 |
| 11       | 3月3日         | 吹雪の剣を探せ! 激闘!! 氷河魔人vsアベル!!     | 山田隆司 | 森脇真琴   | 藤川茂          | 一川孝久   |
| 12       | 3月10日        | 呪いをとけ! 史上最強の戦士・ルドルフ将軍!!    | 富田祐弘 | 小鹿英吉   | 栗山美秀        | 金沢比呂司 |
| 13       | 3月17日        | 金の鍵を奪え! 激突・ナジミの塔!!              | 岸間信明 | 石踊宏     | 石踊宏          | 一川孝久   |
| 14       | 3月24日        | 海峡の門・恐るべき竜伝説の謎!?                | 関島眞頼 | 大関雅幸   | 山崎友正        | 金沢比呂司 |
| 15       | 4月14日        | 会心の一撃!! アークデーモンの逆襲!?           | 山田隆司 | 石山タカ明 | 伊東政雄        | 一川孝久   |
| 16       | 4月21日        | 戦慄!! 闇の帝王エスターク・ゾーマの出現!?     | 山田隆司 | 木村哲     | 木村哲          | 金沢比呂司 |
| 17       | 5月5日         | ドラン城の怪!? いざ亡霊の島へ!!               | 富田祐弘 | 赤根和樹   | 山崎友正        | 一川孝久   |
| 18       | 5月12日        | 魔の海に浮かぶ孤島・亡霊の島とは!?            | 岸間信明 | 木下ゆうき | 雄谷将仁        | 木下ゆうき |
| 19       | 5月19日        | 再びドラン城へ・ジキドの陰謀!?                | 山田隆司 | 栗山美秀   | 栗山美秀        | 金沢比呂司 |
| 20       | 6月2日         | 新たなる旅立ち・伝説の勇者たち!!              | 岸間信明 | 三沢伸     | 三沢伸          | 金沢比呂司 |
| 21       | 6月9日         | 闇のバザール・勇者の武器を探せ!!              | 岸間信明 | 藤川茂     | 藤川茂          | 一川孝久   |
| 22       | 6月16日        | 砂漠の果て・廃墟の街ドムドーラの怪!!          | 富田祐弘 | 冨永恒雄   | 山崎友正        | 金沢比呂司 |
| 23       | 6月30日        | アベルよ急げ! ティアラがすぐそこに!!          | 関島眞頼 | 篠幸裕     | 秋山浩之        | 一川孝久   |
| 24       | 7月7日         | めざめよティアラ! 赤き珠の聖女として!!        | 山田隆司 | 栗山美秀   | 栗山美秀        | 林田一男   |
| 25       | 7月28日        | 正か邪か!? いまよみがえる伝説の竜!?           | 岸間信明 | 藤川茂     | 藤川茂          | 金沢比呂司 |
| 26       | 8月4日         | アベルよ! 竜に立ち向かえ!! 封印せよ!!         | 富田祐弘 | 木村哲     | 木村哲          | 一川孝久   |
| 27       | 8月11日        | アベルを救え! 風の山の死闘!!                  | 関島眞頼 | 篠幸裕     | 山崎友正        | 金沢比呂司 |
| 28       | 8月18日        | アベル復活!! 唸れ稲妻の剣!!                   | 山田隆司 | 林正実     | 林正実          | 一川孝久   |
| 29       | 8月25日        | 呪いのかぶと・謎の戦士オルテガ!?              | 岸間信明 | 栗山美秀   | 栗山美秀        | 林田一男   |
| 30       | 9月8日         | 竜伝説を追って再び故郷アリアハンへ!!          | 富田祐弘 | 秋山浩之   | 秋山浩之        | 金沢比呂司 |
| 31       | 9月15日        | 激闘!! アベルvsオルテガ・意外な真実!?         | 関島眞頼 | 三沢伸     | 藤川茂          | 金沢比呂司 |
| 32       | 9月22日        | 大勇者アベルに栄光あれ!!                      | 山田隆司 | 篠幸裕     | 山崎友正 三沢伸 | 金沢比呂司 |
| 第二部   |                |                                               |          |            |                 |            |
| 33       | 1991年 1月11日 | 勇者（ゆうじゃ）たちの新たなる決意!!          | 岸間信明 | 神田武幸   | 山崎友正        | 金沢比呂司 |
| 34（33） | 1月25日        | 敵か味方か!? 謎の美剣士アドニス               | 岸間信明 | 木村哲     | 林正実          | 一川孝久   |
| 35（34） | 2月1日         | 甦れ!! 不死鳥ラーミア                         | 富田祐弘 | 栗山美秀   | 栗山美秀        | 林田一男   |
| 36（35） | 2月8日         | 出現!! 天空の浮遊島                           | 富田祐弘 | 三沢伸     | 三沢伸          | 一川孝久   |
| 37（36） | 2月15日        | 青き神殿 アベルよ聖剣を抜け!!                 | 山田隆司 | 藤川茂     | 藤川茂          | 金沢比呂司 |
| 38（37） | 2月22日        | 突撃! エスターク城の決戦                      | 岸間信明 | 石踊宏     | 山崎友正        | 一川孝久   |
| 39（38） | 3月1日         | 伝説の竜はアリアハンに!?                      | 富田祐弘 | 栗山美秀   | 栗山美秀        | 金沢比呂司 |
| 40（39） | 3月8日         | 竜神湖に秘められた謎!?                        | 山田隆司 | 篠幸裕     | 山崎友正        | 一川孝久   |
| 41（40） | 3月15日        | 怒れる竜VSスーパーバラモス                    | 岸間信明 | 藤川茂     | 藤川茂          | 金沢比呂司 |
| 42（41） | 3月22日        | 大勇者（だいゆうじゃ）誕生!! 青と赤の珠の奇跡 | 山田隆司 | 石山タカ明 | 石踊宏          | 一川孝久   |
| 43（42） | 4月5日         | 最終決戦!! アベルVSバラモス                   | 山田隆司 | 三沢伸     | 三沢伸          | 金沢比呂司 |

DVD-BOX化の際に付けられたサブタイトルを記載。サブタイトルはDVD各巻パッケージ裏面に書かれている。
| 話数   | サブタイトル                        |
| 第一部 | 第一部                              |
| ------ | ----------------------------------- |
| 1      | アリアハンの村 別離                 |
| 2      | アリアハンの城 旅立ち               |
| 3      | レーべの村 地図を探せ               |
| 4      | 女戦士 デイジィ                     |
| 5      | 竜伝説 マイラの港へ                 |
| 6      | ブレスストーン 希望の灯をともせ     |
| 7      | 生か死か!?竜海峡脱出!               |
| 8      | 魔王バラモスの弱点!!月食の夜の怪奇  |
| 9      | ルイーダの村 ガイムに突撃せよ       |
| 10     | 水上都市ヴェルギンへ修行!           |
| 11     | 吹雪の剣を探せ!!ネザーの町 試練     |
| 12     | 呪いを解け!悲しきルドルフ将軍       |
| 13     | 竜の鍵を奪え!激突ナジミの塔         |
| 14     | 海峡の門 恐るべき竜伝説の謎         |
| 15     | カイシンの一撃!アークデーモンの逆襲 |
| 16     | 戦慄!!闇の帝王ゾーマの出現          |
| 17     | ドラン城の怪奇モンスター            |
| 18     | 魔の海の亡霊の島へ                  |
| 19     | 再びドラン城へ ジキドの陰謀!!       |
| 20     | 新たなる旅立ち 伝説の勇者たち       |
| 21     | 闇のバザール 勇者の武器を探せ       |
| 22     | 砂漠の果て 廃墟の街ドムドーラの怪   |
| 23     | アベルよ急げ!!ティアラがすぐそこに  |
| 24     | めざめよティアラ!赤き珠の聖女として |
| 25     | 正か邪か?いま甦る伝説の竜           |
| 26     | アベルよ竜に立ち向かえ!封印せよ!!   |
| 27     | アベルを救え!風の山の死闘!!         |
| 28     | アベル復活 うなれ!いなずまの剣      |
| 29     | 呪いの兜 謎の戦士オルテガ           |
| 30     | 竜伝説を追って再び故郷アリアハンへ  |
| 31     | 激闘!!アベル対オルテガ意外な真実!!  |
| 32     | 大勇者アベルに栄光あれ!!            |
| 第二部 |                                     |
| 33     | 敵か味方か!?謎の美剣士アドニス      |
| 34     | 甦れ!!不死鳥ラーミア                |
| 35     | 出現!!天空の浮遊島                  |
| 36     | 青き神殿アベルよ聖剣を抜け!!        |
| 37     | 突撃!エスターク城の決戦!!           |
| 38     | 伝説の竜はアリアハンに!?            |
| 39     | 竜神湖に秘められた謎!?              |
| 40     | 怒れる竜VSスーパーバラモス          |
| 41     | 大勇者 誕生!!青と赤の珠の奇跡       |
| 42     | 最終決戦!!アベルVSバラモス          |

## 放送局

### 第一部
| 放送地域       | 放送局         | 放送日時           | 放送系列       | 備考                    |
| -------------- | -------------- | ------------------ | -------------- | ----------------------- |
| 関東広域圏     | フジテレビ     | 土曜 19:30 - 19:58 | フジテレビ系列 | 制作局                  |
| 北海道         | 北海道文化放送 | 土曜 19:30 - 19:58 | フジテレビ系列 |                         |
| 宮城県         | 仙台放送       | 土曜 19:30 - 19:58 | フジテレビ系列 |                         |
| 秋田県         | 秋田テレビ     | 土曜 19:30 - 19:58 | フジテレビ系列 |                         |
| 山形県         | 山形テレビ     | 土曜 19:30 - 19:58 | フジテレビ系列 |                         |
| 福島県         | 福島テレビ     | 土曜 19:30 - 19:58 | フジテレビ系列 |                         |
| 新潟県         | 新潟総合テレビ | 土曜 19:30 - 19:58 | フジテレビ系列 | 現・NST新潟総合テレビ。 |
| 長野県         | 長野放送       | 土曜 19:30 - 19:58 | フジテレビ系列 |                         |
| 静岡県         | テレビ静岡     | 土曜 19:30 - 19:58 | フジテレビ系列 |                         |
| 富山県         | 富山テレビ     | 土曜 19:30 - 19:58 | フジテレビ系列 |                         |
| 石川県         | 石川テレビ     | 土曜 19:30 - 19:58 | フジテレビ系列 |                         |
| 福井県         | 福井テレビ     | 土曜 19:30 - 19:58 | フジテレビ系列 |                         |
| 中京広域圏     | 東海テレビ     | 土曜 19:30 - 19:58 | フジテレビ系列 |                         |
| 近畿広域圏     | 関西テレビ     | 土曜 19:30 - 19:58 | フジテレビ系列 |                         |
| 島根県・鳥取県 | 山陰中央テレビ | 土曜 19:30 - 19:58 | フジテレビ系列 |                         |
| 岡山県・香川県 | 岡山放送       | 土曜 19:30 - 19:58 | フジテレビ系列 |                         |
| 広島県         | テレビ新広島   | 土曜 19:30 - 19:58 | フジテレビ系列 |                         |
| 愛媛県         | 愛媛放送       | 土曜 19:30 - 19:58 | フジテレビ系列 | 現・テレビ愛媛。        |
| 福岡県         | テレビ西日本   | 土曜 19:30 - 19:58 | フジテレビ系列 |                         |
| 佐賀県         | サガテレビ     | 土曜 19:30 - 19:58 | フジテレビ系列 |                         |
| 熊本県         | テレビくまもと | 土曜 19:30 - 19:58 | フジテレビ系列 |                         |
| 沖縄県         | 沖縄テレビ     | 土曜 19:30 - 19:58 | フジテレビ系列 |                         |
| 日本全域       | チャンネルNECO |                    | CS放送         | リピート放送あり。      |

### 第二部
| 放送地域   | 放送局         | 放送期間               | 放送日時                  | 放送系列       | 備考                    |
| ---------- | -------------- | ---------------------- | ------------------------- | -------------- | ----------------------- |
| 関東広域圏 | フジテレビ     | 1991年1月11日 - 4月5日 | 金曜 16:00 - 16:30        | フジテレビ系列 | 制作局                  |
| 北海道     | 北海道文化放送 | 1991年4月7日 - 6月16日 | 日曜 8:30 - 9:00          | フジテレビ系列 |                         |
| 山形県     | 山形テレビ     | 1991年7月頃            | 月曜 - 金曜 16:00 - 16:30 | フジテレビ系列 |                         |
| 福島県     | 福島テレビ     | 1991年7月頃            | 月曜 - 金曜 17:30 - 18:00 | フジテレビ系列 |                         |
| 静岡県     | テレビ静岡     |                        |                           | フジテレビ系列 |                         |
| 中京広域圏 | 東海テレビ     |                        | 月曜 - 金曜 16:00 - 16:30 | フジテレビ系列 | 1話から改めて全話放送。 |
| 近畿広域圏 | 関西テレビ     |                        | 日曜 9:00 - 9:30          | フジテレビ系列 |                         |
| 愛媛県     | テレビ愛媛     | 1992年3月 - 4月頃      | 月曜 - 木曜 6:00 - 6:30   | フジテレビ系列 |                         |
| 福岡県     | テレビ西日本   |                        |                           | フジテレビ系列 |                         |
| 日本全域   | チャンネルNECO |                        |                           | CS放送         | リピート放送あり。      |

## 映像ソフト
VHSはすべてバンダイメディア事業部より発売。DVD-BOX、単巻DVDはすべてイーネット・フロンティアより発売。

### VHS
オリジナル編集バージョン
- ドラゴンクエスト 勇者伝説 Vol.1 旅立ちの章（1991年3月21日）
- ドラゴンクエスト 勇者伝説 Vol.2 試練の章（1991年3月21日）
- ドラゴンクエスト 勇者伝説 Vol.3 開現の章（1991年5月23日）
- ドラゴンクエスト 勇者伝説 Vol.4 発現の章（1991年5月23日）
- ドラゴンクエスト 勇者伝説 Vol.5 激闘の章（1991年7月25日）
- ドラゴンクエスト 勇者伝説 Vol.6 復活の章（1991年7月25日）

名シーン集
- ドラゴンクエスト 勇者ファイル Vol.1 青の巻（1991年10月24日）
- ドラゴンクエスト 勇者ファイル Vol.2 赤の巻（1991年10月24日）

### DVD
限定販売
- ドラゴンクエスト 勇者アベル伝説 1〜4話ダイジェスト版 コミックマーケット70限定（2006年8月11日 - 13日）
- ドラゴンクエスト 勇者アベル伝説 1〜4話ダイジェスト版 ワンダーフェスティバル2006夏限定（2006年8月20日）

DVD-BOX
- ドラゴンクエスト 勇者アベル伝説 コンプリートDVD-BOX（2006年10月10日）

単巻DVD
- ドラゴンクエスト 勇者アベル伝説 Vol.1（2007年4月27日）
- ドラゴンクエスト 勇者アベル伝説 Vol.2（2007年4月27日）
- ドラゴンクエスト 勇者アベル伝説 Vol.3（2007年4月27日）
- ドラゴンクエスト 勇者アベル伝説 Vol.4（2007年4月27日）
- ドラゴンクエスト 勇者アベル伝説 Vol.5（2007年5月25日）
- ドラゴンクエスト 勇者アベル伝説 Vol.6（2007年5月25日）
- ドラゴンクエスト 勇者アベル伝説 Vol.7（2007年5月25日）
- ドラゴンクエスト 勇者アベル伝説 Vol.8（2007年5月25日）

## 関連CD

### サウンドトラック
- TVアニメサウンドトラック ドラゴンクエスト 組曲ドラゴン伝説（1990年5月21日、アポロン）
- TVアニメサウンドトラック ドラゴンクエスト 組曲ドラゴン伝説 復刻版（2007年4月20日、イーエス・エンターテインメント）